# ابانو تيرمي
ابانو تيرمي (المعروفة باسم ابانو باني حتى عام 1924) هي بلدة ومدينة في مقاطعة بادوفا في منطقة فينيتو بإيطاليا على المنحدر الشرقي من كولي يوجاني ؛ تقع على بعد 10 كيلومتر (6 ميل) جنوب غرب بادوفا بالسكك الحديدية. يبلغ عدد سكان أبانو تيرمي 19062 (2001) (في عام 1901 كان 4556 فقط).
تعتبر الينابيع الساخنة والحمامات الطينية في المدينة مورداً اقتصادياً هاماً. تبلغ درجة حرارة المياه حوالي 80 درجة مئوية (176 درجة فهرنهايت).

## التاريخ
كانت الحمامات معروفة لدى الرومان باسم فونس أبوني أو أكواي باتافيني. ويرد وصف لهم في رسالة إلى ثيودوريك ، ملك القوط الشرقيين ، من كاسيودور . تم اكتشاف بعض بقايا الحمامات القديمة ( ماندروزاتو، تراتاتو دي باني دي ابانو، بادوفا، 1789). كان أوراكل من جيريون يقع بالقرب منه، وربما تم العثور هنا في القرن السادس عشر على ما يسمى بفرز برينيستينا (C.I.L. i. ، برلين، 1863 ؛ 1438-1454) ، وهي عبارة عن أسطوانات برونزية صغيرة منقوشة، وتستخدم كأوراكل.
دمرت اللومبارديون الحمامات في القرن السادس ولكن أعيد بناؤها وتوسيعها عندما أصبحت أبانو بلديه مستقلة في القرن الثاني عشر ومرة أخرى، في القرن الرابع عشر في وقت متأخر. كانت المدينة تحت جمهورية البندقية من 1405 إلى 1797.

## المعالم السياحية الرئيسية
- كاتدرائية أبانو، أو كاتدرائية سانت لورانس ( دومو ). شُيِّد الصرح الحالي في عام 1780 فوق كنيسة موجودة مسبقًا يُزعم أن كانغراندي ديلا سكالا قد دمرها. يتكون برج الجرس من أجزاء من القرنين التاسع / العاشر والرابع عشر.
- معرض مونتيرون، الذي يضم أعمال إيل موريتو، بالما الأصغر، جيدو ريني ، جياندومينيكو تيبولو وغيرها.
- ملاذ مادونا ديلا تحيه أو مونتورتون (تم بناؤه عام 1428). يقع في الموقع الذي ظهرت فيه مادونا لبيترو فالكو، حيث تلتئم جروحه. الكنيسة على مخطط الصليب اللاتيني، مع صحن وممرين مع ثلاثة أبراج مزينة بإفريز. تحتوي على بوابة باروكية (1667) ، وبرج جرس جدير بالملاحظة، ولوحات جدارية لكاهن تصور تاريخ القديس بطرس والعذراء لجاكوبو دا مونتانيانا (1495) ومذبح بالما الأصغر الذي يصور المسيح المصلوب بين القديس أوغسطين والقديس. جيروم .

يقع دير سان دانييلي خارج المدينة في (القرن الحادي عشر). على بعد 6كيلومتر من المدينة يوجد أيضًا دير براغليا، الذي تأسس في القرن الحادي عشر من قبل الرهبان البينديكتين وأعيد بناؤه في 1496-1550.تتميز كنيسة الدير ببوابة رخامية من عام 1548 بتصميم داخلي على طراز عصر النهضة من الرائع بالذكر هو مجمع الدير الأربعة.

## مشاهير
- بيتر من أبانو ( ق. 1257 – 1316) والطبيب والفيلسوف

## روابط خارجية
- موقع Abano.it للمعلومات السياحية